# Georni Jaramillo
Georni Gregorio Jaramillo Cáceres (* 6. März 1989) ist ein venezolanischer Leichtathlet, der sich auf den Zehnkampf spezialisiert hat und zu Beginn seiner Karriere im Hürdenlauf an den Start ging.

## Sportliche Laufbahn
Erste internationale Erfahrungen sammelte Georni Jaramillo im Jahr 2006, als er bei den Jugendsüdamerikameisterschaften in Caracas in 53,57 s die Silbermedaille im 400-Meter-Hürdenlauf gewann. Im Jahr darauf gewann er bei den Juniorensüdamerikameisterschaften in São Paulo in 53,55 s die Bronzemedaille und sicherte sich auch mit der venezolanischen 4-mal-400-Meter-Staffel in 3:15,26 min die Bronzemedaille. 2008 schied er bei den Juniorenweltmeisterschaften in Bydgoszcz mit 14,34 s in der ersten Runde im 110-Meter-Hürdenlauf aus und 2010 gewann er bei den U23-Südamerikameisterschaften, die im Zuge der Südamerikaspiele in Medellín ausgetragen wurden, in 51,50 s die Silbermedaille über 400 m Hürden hinter dem Kolumbianer Juan Pablo Maturana und mit der Staffel siegte er in 3:06,53 min. Seit 2011 fokussiert er sich auf den Zehnkampf und gewann bei den Südamerikameisterschaften in Buenos Aires auf Anhieb mit 7051 Punkten die Bronzemedaille hinter dem Brasilianer Luiz Alberto de Araújo und Román Gastaldi aus Argentinien. Anschließend konnte er seinen Wettkampf bei den Zentralamerika- und Karibikmeisterschaften (CAC) in Mayagüez nicht beenden, ehe er bei den Panamerikanischen Spielen in Guadalajara mit 7679 Punkten den sechsten Platz belegte. 2012 siegte er mit windunterstützten 8,02 min bei den Ibero-Amerikanischen Meisterschaften in Barquisimeto im Weitsprung und 2013 erreichte er bei den Südamerikameisterschaften in Cartagena mit 6,82 m Rang zehn im Weitsprung.
2015 gewann er bei den Südamerikameisterschaften in Lima mit 7454 Punkten die Silbermedaille im Zehnkampf hinter Luiz Alberto de Araújo aus Brasilien und 2017 gewann er mit nicht regulären 8126 Punkten erneut Silber bei den Südamerikameisterschaften in Luque, diesmal hinter dem Brasilianer Jefferson Santos und anschließend sicherte er sich bei den Juegos Bolivarianos in Santa Marta mit 6745 Punkten die Bronzemedaille hinter dem Kolumbianer José Gregorio Lemos und seinem Landsmann Óscar Campos. 2018 nahm er erneut an den Südamerikaspielen in Cochabamba teil und siegte dort mit 7977 Punkten, ehe er seinen Wettkampf bei den Zentralamerika- und Karibikspielen in Barranquilla nicht beenden konnte. Im Jahr darauf siegte er dann mit 7784 Punkten bei den Südamerikameisterschaften in Lima und wurde anschließend bei den Panamerikanischen Spielen ebendort mit 6645 Punkten Vierter. Durch seinen Sieg bei den Südamerikameisterschaften konnte er im Herbst an den Weltmeisterschaften in Doha teilnehmen und klassierte sich dort mit 6645 Punkten auf dem 19. Platz. 2021 gewann er bei den Südamerikameisterschaften in Guayaquil mit 7613 Punkten die Bronzemedaille hinter dem Ecuadorianer Andy Preciado und Felipe dos Santos aus Brasilien und im Jahr darauf musste er sich bei den Hallensüdamerikameisterschaften in Cochabamba mit 5552 Punkten im Siebenkampf nur dos Santos aus Brasilien geschlagen geben. Im Juli musste er seinen Zehnkampf bei den Juegos Bolivarianos in Valledupar vorzeitig beenden. 2023 gelangte er bei den Zentralamerika- und Karibikspielen in San Salvador mit 14,35 s auf den siebten Platz über 110 m Hürden.
In den Jahren 2011, 2018 und 2021 wurde Jaramillo venezolanischer Meister im Zehnkampf sowie 2016 im 110-Meter-Hürdenlauf.

## Persönliche Bestleistungen
- 110 m Hürden: 13,95 s (−1,0 m/s), 6. Juni 2018 in Cochabamba
- 400 m Hürden: 50,78 s, 30. April 2010 in Caracas
- Weitsprung: 7,71 m (+0,9 m/s), 5. Juni 2018 in Cochabamba
- Zehnkampf: 8048 Punkte, 5. Mai 2018 in Barquisimeto
  - Siebenkampf (Halle): 5552 Punkte, 20. Februar 2022 in Cochabamba (venezolanischer Rekord)